# Евсюков, Николай Андреевич
Евсюков Николай Андреевич (1921, с. Новопокровка Кувандыкского района Оренбургской области, РСФСР — 1945) — советский лётчик-штурмовик, Герой Советского Союза, командир первой эскадрильи 140-го гвардейского штурмового авиационного полка 8-й гвардейской штурмовой авиационной дивизии 1-го гвардейского штурмового авиационного корпуса 2-й воздушной армии 1-го Украинского фронта, гвардии старший лейтенант.

## Биография
Родился в 1921 году в селе Новопокровка ныне Кувандыкского района Оренбургской области в семье крестьянина. Русский.
Окончил местную среднюю школу, затем Алма-атинский аэроклуб.
В Красную Армию был призван в 1940 году, окончил в Оренбурге лётное училище.
Член ВКП(б)/КПСС с 1943 года.
С 1941 года на фронте в качестве командира эскадрильи 140-го гвардейского штурмового авиационного полка 8-й гвардейской штурмовой авиационной дивизии 1-го гвардейского штурмового авиационного корпуса.
Героизм и организаторские способности старшего лейтенанта Евсюкова особенно проявились в боях на территории Украины: возглавляемые им штурмовики наносили существенный урон, уничтожая противника, его боевую и транспортную технику, склады с боеприпасами.
За время боёв на Курско-Орловской дуге Евсюков лично уничтожил 22 фашистских танка, 42 автомашины, 4 паровоза, 30 вагонов.
1 июля 1944 года ему присвоено звание Героя Советского Союза. Золотая Звезда № 1975.
8 марта 1945 года командир эскадрильи Н. А. Евсюков погиб.

## Награды
- Медаль «Золотая Звезда»;
- орден Ленина;
- орден Красного Знамени;
- орден Александра Невского — дважды;
- орден Отечественной войны 2 степени;
- орден Красной Звезды;
- медали.

## Память
- На родине Николая Андреевича его именем названа Новопокровская средняя школа Кувандыкского района Оренбургской области, где он учился. В школе установлен бюст Героя.